# Tu Ma Na Phật
Tu Ma Na Phật (Pāli:Sumana Buddha | “Sumana" trong tiếng Pāli có nghĩa là "Người có tâm ý thiện lành" hoặc "Người vui vẻ, phúc hậu."). Tu Ma Na Phật xuất hiện trong một khoảng thời kỳ dài vô lượng kiếp trước thời kỳ của Đức Phật Thích Ca Mâu Ni. Ngài thuộc kiếp  Bhadda-kappa  (kiếp có 5 vị phật xuất hiện) và là Vị phật thứ 7 trong Hiền Kiếp (Bhadrakalpa) , là một trong những kiếp được coi là thịnh vượng, khi mà nhiều vị Phật xuất hiện để dẫn dắt chúng sinh. Ngài là con Vua Sudatta (thuộc dòng dõi Sát-đế-lỵ, là vị vua tại thành Mekhala),Hoàng hậu Sirimā là mẹ và vợ là Vataṃsikā và hoàng tử là Anupama. Tu Ma Na Phật là vị Phật thứ ba trong danh sách các vị Phật quá khứ (tính từ sau Nhiên Đăng Cổ Phật) đã được ghi nhận, sau Phật Man Giá La và trước Phật Ly Bà Đa.Với chiều cao 90 cánh tay (khoảng 45 mét), Ngài được mô tả là tỏa sáng rực rỡ như vàng ròng, chiếu sáng khắp mười ngàn thế giới. Ngài đã khơi nguồn giáo pháp, dẫn dắt vô số chúng sinh vượt qua biển khổ để đến bờ giác ngộ.

## Cuộc đời, Gia thế

### Trước Khi Xuất Gia
Đức Tu Ma Na sinh ra vào một thời kỳ mà Giáo Pháp chưa xuất hiện và chúng sanh cần một vị Đạo Sư để hướng dẫn thoát khỏi khổ đau. Thành phố nơi Ngài đản sanh ra được gọi là Mekhala, một thành phố cao quý và tráng lệ, phản ánh sự hưng thịnh và văn minh của thời đại ấy. Cha của Ngài Vị vua dòng Sát-đế-lỵ (Kshatriya) tên là Sudatta. Là một vị vua uy nghiêm và có đức hạnh, ông cai trị thành phố Mekhala với sự công minh và từ bi. Mẹ là Hoàng hậu tên là Sirimā, một người phụ nữ đức hạnh, có vẻ đẹp và tâm từ bi nổi bật. 
Đức Phật Tu Ma Na  đã sống trong cảnh xa hoa giữa gia đình suốt 9.000 năm trước khi rời bỏ thế tục, một thời gian dài Ngài sống trong vinh quang và an lạc, nhưng tâm trí của Ngài không bị ràng buộc bởi vật chất. Trong thời gian ngữ trị Ngài ở 3 cung điện nguy nga tên là Canda, Sucanda, và Vaṭaṃsa được xây dựng để phục vụ cho sự hưởng thụ của Ngài. Chúng được trang hoàng lộng lẫy, tượng trưng cho sự giàu sang tột bậc của bậc vương tử. Tu Ma Na có rất nhiều cung nữ hầu cận, với con số lên tới 6,300,000 người được trang điểm lộng lẫy, nhưng người vợ chính của Ngài tên là Vataṃsikā. Con trai của Ngài là Anupama, một người được xem như hình mẫu lý tưởng trong hoàng tộc. 
Khi đức Tu Ma Na nhìn thấy bốn điều báo hiệu — (Sinh lão Bệnh Tử) , tâm trí Ngài lập tức nhận ra sự vô thường của thế giới. Tâm Ngài khao khát tìm kiếm con đường thoát khỏi sự đau khổ.

### Con đường xuất gia
Tu Ma Na rời bỏ hoàng cung bằng phương tiện voi, một biểu tượng của sự uy nghi và quyết tâm. Sau đó, Ngài nỗ lực tu hành suốt mười tháng, nhờ vô lượng kiếp tu tâp, tích lũy phước hạnh thực hiện những khổ hạnh và đạt được những tầng cao nhất của thiền định và trí tuệ.
Sau quá trình tu tập khổ hạnh và thực hành thiền định sâu sắc, Đức Phật Tu Ma Na đã giác ngộ hoàn toàn tại cội cây Nāga(Vấp) trở thành một bậc Toàn Giác. Ngài chứng đắc quả vị Phật. Từ đây, Ngài trở thành bậc Lãnh Đạo chúng sanh, vượt qua mọi phiền não và thành tựu trí tuệ không ai sánh bằng.

## Những Giáo Pháp của ngài

### Những buổi thuyết pháp
Sau khi giác ngộ, Đức Phật Tu Ma Na đã khởi đầu việc chuyển pháp luân tại thành phố Mekhala. Giáo Pháp của Ngài bao gồm Tứ Niệm Xứ, con đường thẳng tắp đưa chúng sanh đến giải thoát. Ngài đã ba lần thuyết giảng Đại Hội Chúng Tỳ Khưu, nơi có hàng trăm ngàn koṭi (đơn vị số lượng: Ức = 100.000.000)vị đạt được giải thoát.Đức Phật Sumana có rất nhiều đệ tử, trong đó nổi bật nhất Hai vị Thinh Văn hàng đầu Saraṇa và Bhāvitatta. Hai nữ Thinh Văn hàng đầu: Soṇā và Upasoṇā.Thị giả: Udena.Hai nam thí chủ hộ độ hàng đầu: Varuṇa và Saraṇa. Hai nữ thí chủ hộ độ hàng đầu: Cālā và Upacālā
Các bài giảng của Ngài giúp hàng triệu chúng sanh từ bỏ phiền não và đạt đến các quả vị giác ngộ. Những lần thuyết pháp nổi bật nhất:
1. Lần đầu tiên: Một trăm ngàn koṭi vị giác ngộ. (10,000,000,000,000 hay 10 nghìn tỷ)
2. Lần thứ hai: Một trăm ngàn koṭi vị khác lãnh hội. (20,000,000,000,000 hay 20 nghìn tỷ)
3. Lần thứ ba: Chín mươi ngàn koṭi vị đạt giải thoát khi Ngài giảng về sự Tịch Diệt. (9,000,000,000,000 hay 9 nghìn tỷ)

Pháp của Đức Phật Tu Ma Na nhấn mạnh sự thực hành cụ thể để đoạn tận khổ đau, diệt trừ tham sân si, và đạt Niết Bàn thông qua con đường thẳng tắp như Tứ Niệm Xứ, Tứ Diệu Đế, và Bát Chánh Đạo. Những bài giảng của Ngài truyền cảm hứng cho vô số chúng sanh đạt đến giác ngộ.

## Phật Thích Ca lúc này
Trong thời Phật Tu Ma Na, tiền thân của Đức Phật Thích Ca Mâu Ni là Long Vương Atula, một vị vua rồng có đại thần lực và nhiều công đức. Long Vương Atula đã dâng lễ vật và phục vụ Phật Tu Ma Na cùng chúng Tỳ Khưu bằng các nhạc cụ thiên đình, thức ăn, nước uống, và y phục. Phật Tu Ma Na đã tiên tri rằng: Long vương sẽ tích lũy mười pháp Ba-la-mật qua vô lượng kiếp.
- Trong tương lai, sau nhiều kiếp, Atula sẽ thành tựu quả vị Phật với danh hiệu Gotama.
- Ngài sẽ sinh ra trong thành Kapilavatthu, con của vua Suddhodana và hoàng hậu Māyā.
- Hai đại đệ tử là Sāriputta (Upatissa) và Moggallāna (Kolita).
- Tuổi thọ của Ngài sẽ là =100 năm, và Ngài sẽ giác ngộ dưới cội cây Assattha (cây Bồ Đề).

## Niết Bàn
Đức Phật Tu Ma Na sống thọ 90.000 năm và sau khi hoàn thành sứ mệnh giáo hóa, Ngài nhập Vô Dư Niết Bàn tại tu viện Aṅgāra. Ngôi bảo tháp thờ Ngài được xây dựng với chiều cao bốn do-tuần (= 18.72 im) trở thành nơi tôn kính của chúng sanh.

## Tham Khảo
ref>"Phật Sử", https://www.tamtangpaliviet.net/VHoc/42/Bv_00.htm </ref>
ref> https://www.budsas.org/uni/u-kinh-phatsu/00.htm </ref>
ref>https://theravada.vn/kinh-dien-tam-tang/tang-kinh/tieu-bo/phat-su/ 
</ref>
ref> https://vi.wikipedia.org/wiki/Buddhava%E1%B9%83sa </ref>
ref> https://theravada.vn/cac-tac-gia/ty-khuu-mingun-sayadaw/dai-phat-su/ </ref>